# Gustav Detter
Gustav Detter, né le 12 novembre 1986 à Malmö, est un joueur de squash représentant la Suède. Il atteint en juillet 2006 la 306e place mondiale sur le circuit international, son meilleur classement. Il est champion de Suède en 2011.

## Biographie
Sa sœur Anna Detter est également joueuse de squash et championne de Suède en 2005.
Il est champion de Suède en moins de 19 ans en 2004 et 2005 avant de partir étudier aux Etats-Unis au Trinity College. Il devient ensuite analyste de crédit .

## Palmarès

### Titres
- Championnats de Suède : 2011